# Nephargynnis ugandensis
Nephargynnis ugandensis är en fjärilsart som beskrevs av Van Someren 1972. Nephargynnis ugandensis ingår i släktet Nephargynnis och familjen praktfjärilar. Inga underarter finns listade i Catalogue of Life.